# Bagnères-de-Luchon

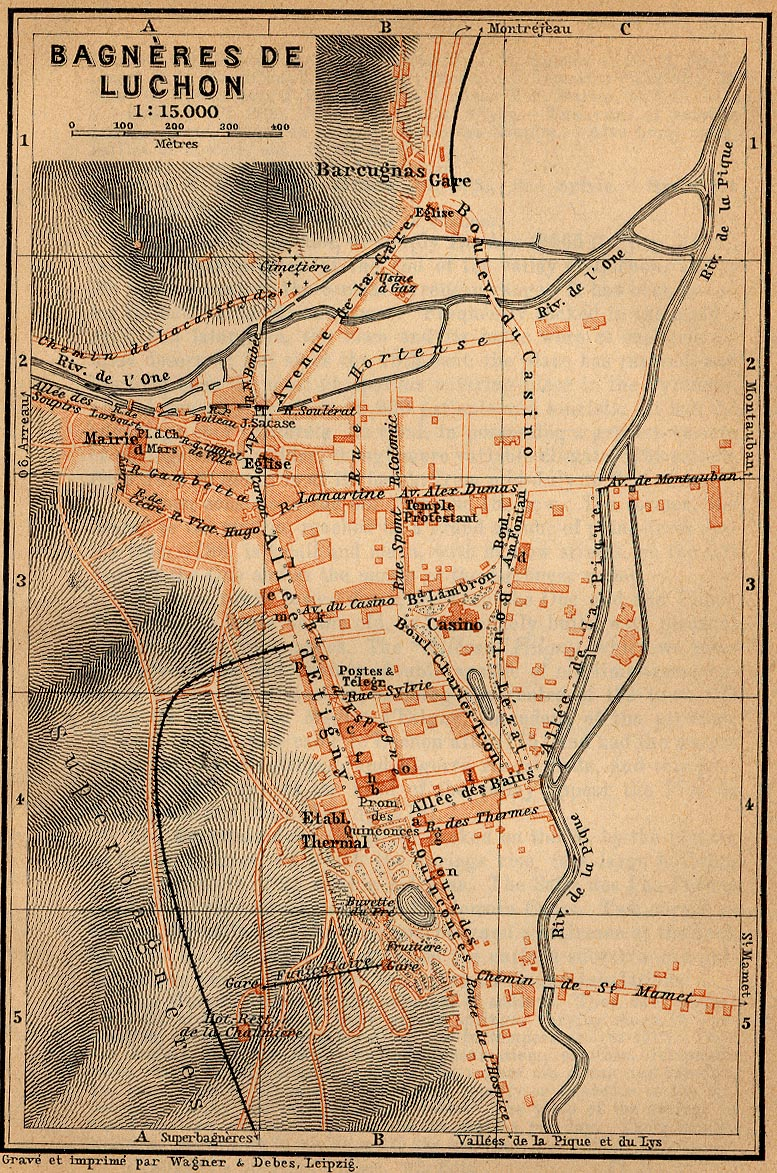
Miasto na starej mapie

Bagnères-de-Luchon – miejscowość i gmina we Francji, w regionie Oksytania, w departamencie Górna Garonna.
Według danych na rok 1990 gminę zamieszkiwały 3094 osoby, a gęstość zaludnienia wynosiła 59 osób/km² (wśród 3020 gmin regionu Midi-Pireneje Bagnères-de-Luchon plasuje się na 111. miejscu pod względem liczby ludności, natomiast pod względem powierzchni na miejscu 87.).

## Współpraca
- Banyeres de Mariola, Hiszpania
- Venasque, Hiszpania
- Vielha, Hiszpania
- Sitges, Hiszpania
- Harrogate, Wielka Brytania